# Willy Schäfer (Handballspieler)
Willy Schäfer (* 30. April 1913; † 16. Oktober 1980) war ein Schweizer Handballspieler.

## Leben
Schäfer gehörte zum Aufgebot der Schweizer Handballnationalmannschaft bei den Olympischen Spielen 1936 in Berlin. Er gewann mit der Mannschaft die Bronzemedaille und absolvierte dabei eins der fünf Spiele.